# Де Оливейра, Клаудио
Кла́удио Андре́с де Оливе́йра Мальдона́до (исп. Claudio Andrés de Oliveira Maldonado; 8 декабря 2008, Кесальтенанго) — гватемальский футболист, полузащитник клуба «Шелаху».

## Клубная карьера
Свою футбольную карьеру Клаудио начал в «Эскуэла Брасиленья де Футбол», после чего присоединился к молодёжной академии «Шелаху». В 2024 году его перевели в основной состав клуба, и он дебютировал 4 августа 2024 года в победном (3:1) матче лиги Насьональ против «Депортиво Маркенсе». В своём первом сезоне он помог команде стать чемпионами страны.